# Conall mac Taidg
Conall mac Taidg (... – 807 circa) è stato re dei Pitti.

## Biografia
Davvero poco si sa su di lui. Viene menzionato due volte negli annali irlandesi, fonte molto importante per la storia della Gran Bretagna settentrionale del periodo attorno all'800. Appare anche nelle tarde liste dei re.
La Cronaca d'Irlanda sopravvive in manoscritti tardi. Di questi gli Annali dell'Ulster contengono due notizie su Conall. La prima, per l'anno 789, ricorda "una battaglia tra i Pitti nella quale Conall figlio di Tadc fu sconfitto e scappò; e Costantino fu il vincitore". Costantino è Caustantín mac Fergusa (morto nell'820), re di Fortriu. La seconda notizie, per l'anno 807, riporta l'"uccisione di Conall figlio di Tadc da parte di Conall figlio di Aedacán a Cenn Tíre". Cenn Tíre è il Kintyre e Conall figlio di Aedacán è Conall mac Áedáin.
Di fatto Conall non è incluso in nessun materiale genealogico giunto fino a noi, cosa comunque normale per i documenti dell'epoca. Potrebbe essere identificato col Canaul figlio di Tarla'a, figlio di Tang, menzionato nel Manoscritto Poppleton. Avrebbe regnato per cinque anni prima di Caustantín mac Fergusa, che avrebbe dato vita al regno di Alba. Secondo William Forbes Skene Conall era un re dei Pitti. Successive interpretazioni hanno fatto di lui prima un sovrano dei Pitti e poi, dopo la sua espulsione ad opera di Caustantín, un re di Dál Riata. Recenti interpretazioni fanno di lui un re ad Argyll, ma non il sovrano supremo.